# Поліцейський кийок
Поліцейський кийок — спеціальний засіб у вигляді палиці, виготовленої з дерева, гуми, пластику або металу. Кийки застосовують як зброю працівники правоохоронних органів, виправних установ, служб охорони, військовослужбовці тощо.
Кийок застосовують як засіб прямого примусу до агресивно налаштованих осіб, які не реагують на команди службовця. Окрім безпосереднього побиття супротивника, кийок може бути використаний для вибивання зброї, відштовхування, захвату рук, придушення тощо. Також кийки мають незбройне застосування — наприклад, розбивання вікон або вивертання кишень підозрюваного під час обшуку (як запобіжний захід на випадок знаходження у кишені гострого предмета). Злочинці іноді також використовують поліцейські кийки як зброю через їхню просту конструкцію та можливість легко сховати, тому у багатьох країнах носіння подібних кийків особами, що не є співробітниками правоохоронних органів, заборонено законом.

## Різновиди
Прямий кийок  фіксованої довжини — найстаріша та найпростіша конструкція поліцейського кийка, яку застосовували ще у Стародавньому Єгипті. Кийок має циліндричну форму, зазвичай з трохи товщим і заокругленим кінчиком, і виточене руків'я. Частіше за все такі кийки виготовляють із деревини твердих порід, але в наш час використовують і інші матеріали — алюміній, акрил, щільний пластик і гума. Довжина кийка варіюється приблизно від 30 до 90 см. Прямі палиці, як правило, важчі, ніж інші конструкції, та мають більшу вагу, зосереджену на ударному кінці. Це робить їх менш зручними для маневрування, але теоретично вони видають більше кінетичної енергії при ударі. Через свою вагу такий кийок є не дуже зручним у носінні і надто небезпечними для того, проти кого його застосовують. В багатьох правоохоронних установах їх замінили кийками інших типів, хоча прямі кийки не вийшли із вжитку і продовжуються використовуватися — наприклад, в США такі моделі застосовують поліцейські Балтимора, Денвера, Сан-Франциско, Філадельфії тощо.
Кийок з бічною ручкою має коротке руків'я, розташоване під прямим кутом до древка, на відстані приблизно 15 см від одного кінця. Довша частина кийка зазвичай має довжину близько 60 см. Цей тип зброї походить від тонфи. Окрім утримування за коротку частину, такий кийок можна тримати за протилежний від руків'я кінець (цей спосіб є зручним для перехоплення холодної зброї зловмисника перпендикулярним руків'ям), а також тримаючи за перпендикулярне руків'я і притискаючи довгу частину для передпліччя (це дозволяє захистити руку від очікуваного удару зловмисника). Кийки з бічною ручкою можуть бути як фіксованої довжини, так і складаними. Вони виготовляються з різних матеріалів, включаючи дерево, полікарбонат, епоксидну смолу, алюміній або комбінацію матеріалів. Деякі з таких кийків мають цільну конструкцію, в інших бічна ручка вкручується в основну частину і може бути вилучена. Окрім ширшої кількості прийомів, одна з переваг кийка з бічною ручкою полягає в тім, що в разі випадання з руки поліцейського ручка завадить кийкові далеко відкотитися, на відміну від прямих кийків.
Телескопічний кийок складається з циліндричного зовнішнього стрижня, що містить телескопічні внутрішні стрижні (зазвичай 2 або 3, залежно від конструкції), які змикаються один з одним при розкладанні кийка. Зазвичай стрижні виготовляють зі сталі, але в легких моделях також і з інших матеріалів, наприклад, з алюмінієвого сплаву. Іноді телескопічні кийки мають бічну ручку, хоча більшість моделей є прямими. Часто на передньому кінці внутрішнього стрижня є твердий наконечник, зазвичай кулястої форми, який призначається для максимізації сили удару.
Очевидною перевагою телескопічного кийка є можливість його згорнути, внаслідок чого він набагато зручніший при носінні і, особливо, їзді в автомобілі. Розгортання телескопічного кийка здійснюється за допомогою сильного розмаху, використовуючи інерцію для розтягування та фіксації сегментів. Деякі версії з механічним замком також можна відкрити, просто розтягнувши сегменти. Згортання, залежно від конструкції, здійснюється натисканням наконечника на тверду поверхню, або вимкненням кнопки-фіксатора і згортанням стрижнів вручну. Згорнутий кийок також застосовувати як зброю, і на близькій відстані він навіть зручніший, ніж розгорнутий. Можливим є використання згорнутого кийка як великого куботана. Недоліками телескопічного кийка є те, що моделі, які не мають фіксатора, можуть несподівано скластися при використанні. З цієї ж причини кийки без фіксатора неможливо використовувати для тичкового удару, бо вони складаються при натисканні на тверду поверхню.

## В Україні
В Україні застосовувати гумові кийки мають право, зокрема, співробітники поліції, військовослужбовці Національної гвардії України, співробітники установ виконання покарань, співробітники Служби судової охорони, посадові особи інших правоохоронних органів України, визначених законодавством, для відбиття нападу на осіб, об'єкти, приміщення, затримання особи, яка вчинила правопорушення і чинить злісну непокору законному розпорядженню, а також для припинення групових порушень громадського порядку чи масових заворушень, якщо інші способи не забезпечили виконання покладених на ці органи обов'язків.
| № п/п | Найменування | Параметри    | Параметри    | Параметри | Застосування |
| ----- | ------------ | ------------ | ------------ | --------- | --- |
| № п/п | Найменування | Довжина (мм) | Діаметр (мм) | Маса (г)  | Застосування |
| 1.    | ПР-73        | 650          | 32           | 730       | для підрозділів патрульної поліції                                                                                 |
| 2.    | ПР-73М       | 600          | 34           | 820       | для підрозділів патрульної поліції                                                                                 |
| 3.    | ПР-89        | 450-595      | 30           | 800       | для підрозділів транспортних органів, що діють в обмежених умовах (в авто і на залізничному транспорті, у натовпі) |
| 4.    | ПР-90        |              |              |           | для підрозділів поліції особливого призначення                                                                     |

## Виноски
1. ↑  Thorpe, Nick; James, Peter (1995). Ancient inventions. New York City: Ballantine Books. ISBN 0-345-40102-6.